# 浅香駅

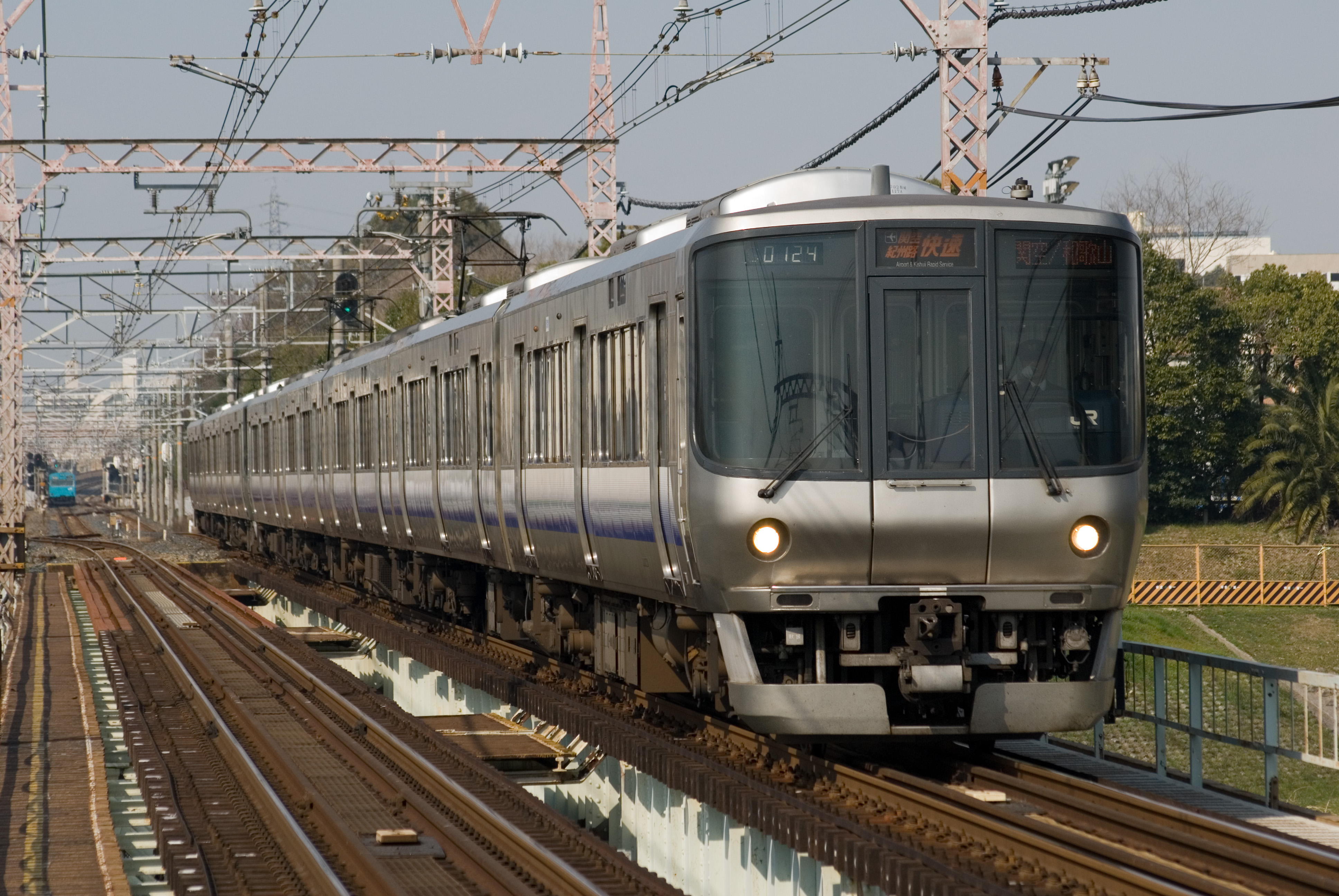
大和川橋梁を渡る223系電車（上りホームから、2007年3月）

浅香駅（あさかえき）は、大阪府堺市堺区浅香山町三丁にある、西日本旅客鉄道（JR西日本）阪和線の駅である。駅番号はJR-R27。

## 歴史
- 1937年（昭和12年）
  - 5月31日：阪和電気鉄道が杉本町駅 - 阪和堺停留場（現在の堺市駅）間に駅新設届提出[1]。
  - 9月3日：阪和浅香山停留場（はんわあさかやまていりゅうじょう）として開業[2]。
- 1940年（昭和15年）12月1日：南海鉄道に吸収合併され、南海山手線の停留場となる[3]。
- 1941年（昭和16年）8月1日：山手浅香山停留場（やまのてあさかやまていりゅうじょう）に改称[4]。
- 1944年（昭和19年）5月1日：戦時買収により国有化され、運輸通信省（国鉄）阪和線の駅となる[3]。同時に駅に昇格し浅香駅に改称。
- 1951年（昭和26年）8月20日：手荷物の取扱いを開始[5]。
- 1966年（昭和41年）12月1日：荷物扱い廃止[6]。
- 1982年（昭和57年）8月3日：台風9号と10号による大雨で西除川が氾濫し、駅構内が冠水した。
- 1987年（昭和62年）4月1日：国鉄分割民営化により西日本旅客鉄道（JR西日本）の駅となる[3][6]。
- 1993年（平成5年）7月1日：阪和線運行管理システム（初代）導入。
- 1998年（平成10年）5月21日：自動改札機を設置し、供用開始[7]。
- 2003年（平成15年）11月1日：ICカード「ICOCA」の利用が可能となる[8]。
- 2013年（平成25年）9月28日：阪和線運行管理システムを2代目のものに更新。
- 2015年（平成27年）
  - 4月30日：みどりの窓口営業終了。
  - 5月1日：みどりの券売機プラス営業開始。
- 2017年（平成29年）10月22日：台風21号による大雨で付近の雨水が、挟間川の水位上昇で押し返され、行き場を失い流れこみ、駅構内が冠水する事態となった。
- 2018年（平成30年）3月17日：駅ナンバリングが導入され、使用を開始。

## 駅構造
相対式ホーム2面2線を持つ地上駅であるが、ホームは盛土上にあり改札口はホームの下（東側）にある。分岐器や絶対信号機がない停留所に分類される。有効長は6両編成分。天王寺方のホームの先端は、1級河川大和川の河川敷にかかっている。和歌山寄りの半分はカーブ上にホームがある。
2011年3月に改札・ホーム間にエレベーターが設置され、堺市の阪和線7駅のバリアフリー対応が完了した（百舌鳥駅は改札・ホーム間スロープの傾斜緩和、鳳駅はエレベーター・エスカレーター設置、他の5駅はエレベーターのみ設置）。
堺市駅が管理し、JR西日本交通サービスが駅業務を受託する業務委託駅である。ICカード「ICOCA」を利用することができる（相互利用可能ICカードはICOCAの項を参照）。
駅北側の大和川橋梁は鉄道写真の撮影スポットとして有名である。

### のりば
| のりば | 路線   | 方向 | 行先                     |
| ------ | ------ | ---- | ------------------------ |
| 1      | 阪和線 | 下り | 鳳・関西空港・和歌山方面 |
| 2      | 阪和線 | 上り | 天王寺・大阪方面         |

## 利用状況
2023年（令和5年）度の一日平均乗車人員は2,017人。堺市内のJR駅では最少である。
各年度の1日の平均乗車人員は以下の通り。
| 年度               | 1日平均 乗車人員 | 出典          |
| ------------------ | ---------------- | ------------- |
| 1988年（昭和63年） | 3,949            | [ 大阪府 1 ]  |
| 1989年（平成元年） | 3,899            | [ 大阪府 1 ]  |
| 1990年（平成02年） | 3,818            | [ 大阪府 2 ]  |
| 1991年（平成03年） | 3,811            | [ 大阪府 3 ]  |
| 1992年（平成04年） | 3,679            | [ 大阪府 4 ]  |
| 1993年（平成05年） | 3,589            | [ 大阪府 5 ]  |
| 1994年（平成06年） | 3,478            | [ 大阪府 6 ]  |
| 1995年（平成07年） | 3,502            | [ 大阪府 7 ]  |
| 1996年（平成08年） | 3,315            | [ 大阪府 8 ]  |
| 1997年（平成09年） | 3,011            | [ 大阪府 9 ]  |
| 1998年（平成10年） | 2,825            | [ 大阪府 10 ] |
| 1999年（平成11年） | 2,598            | [ 大阪府 11 ] |
| 2000年（平成12年） | 2,531            | [ 大阪府 12 ] |
| 2001年（平成13年） | 2,488            | [ 大阪府 13 ] |
| 2002年（平成14年） | 2,498            | [ 大阪府 14 ] |
| 2003年（平成15年） | 2,470            | [ 大阪府 15 ] |
| 2004年（平成16年） | 2,432            | [ 大阪府 16 ] |
| 2005年（平成17年） | 2,422            | [ 大阪府 17 ] |
| 2006年（平成18年） | 2,522            | [ 大阪府 18 ] |
| 2007年（平成19年） | 2,418            | [ 大阪府 19 ] |
| 2008年（平成20年） | 2,367            | [ 大阪府 20 ] |
| 2009年（平成21年） | 2,314            | [ 大阪府 21 ] |
| 2010年（平成22年） | 2,376            | [ 大阪府 22 ] |
| 2011年（平成23年） | 2,399            | [ 大阪府 23 ] |
| 2012年（平成24年） | 2,377            | [ 大阪府 24 ] |
| 2013年（平成25年） | 2,369            | [ 大阪府 25 ] |
| 2014年（平成26年） | 2,320            | [ 大阪府 26 ] |
| 2015年（平成27年） | 2,319            | [ 大阪府 27 ] |
| 2016年（平成28年） | 2,238            | [ 大阪府 28 ] |
| 2017年（平成29年） | 2,224            | [ 大阪府 29 ] |
| 2018年（平成30年） | 2,222            | [ 大阪府 30 ] |
| 2019年（令和元年） | 2,223            | [ 大阪府 31 ] |
| 2020年（令和02年） | 1,883            | [ 大阪府 32 ] |
| 2021年（令和03年） | 1,913            | [ 大阪府 33 ] |
| 2022年（令和04年） | 2,021            | [ 大阪府 34 ] |
| 2023年（令和05年） | 2,017            | [ 大阪府 35 ] |

## 駅周辺
- 大和川
- 西除川
- 堺女子短期大学
- 香ヶ丘リベルテ高等学校
- 堺リベラル中学校・高等学校
- 堺市立浅香山中学校
- 堺市立浅香山小学校
- 堺市立東浅香山小学校
- 堺市立新浅香山小学校
- 浅香山公園
- 浅香山病院
- 堺市立 北老人福祉センター
- 浅香山浄水場（ツツジが有名。例年4月末から5月初旬にかけて一般公開）

### バス路線
「浅香」停留所にて、南海バス（堺営業所）の路線が発着する。
- 9系統：堺東駅前 / 河内天美駅前
- 30系統：地下鉄北花田駅前（循環）

## 隣の駅
西日本旅客鉄道（JR西日本）
 阪和線
■関空快速・■紀州路快速・■快速・■直通快速・■区間快速
通過
■普通
杉本町駅 (JR-R26) - 浅香駅 (JR-R27) - 堺市駅 (JR-R28)

### 記事本文

### 利用状況
1. ↑  大阪府統計年鑑 - 大阪府

大阪府統計年鑑
1. 1 2  大阪府統計年鑑（平成2年） (PDF)
2. ↑  大阪府統計年鑑（平成3年） (PDF)
3. ↑  大阪府統計年鑑（平成4年） (PDF)
4. ↑  大阪府統計年鑑（平成5年） (PDF)
5. ↑  大阪府統計年鑑（平成6年） (PDF)
6. ↑  大阪府統計年鑑（平成7年） (PDF)
7. ↑  大阪府統計年鑑（平成8年） (PDF)
8. ↑  大阪府統計年鑑（平成9年） (PDF)
9. ↑  大阪府統計年鑑（平成10年） (PDF)
10. ↑  大阪府統計年鑑（平成11年） (PDF)
11. ↑  大阪府統計年鑑（平成12年） (PDF)
12. ↑  大阪府統計年鑑（平成13年） (PDF)
13. ↑  大阪府統計年鑑（平成14年） (PDF)
14. ↑  大阪府統計年鑑（平成15年） (PDF)
15. ↑  大阪府統計年鑑（平成16年） (PDF)
16. ↑  大阪府統計年鑑（平成17年） (PDF)
17. ↑  大阪府統計年鑑（平成18年） (PDF)
18. ↑  大阪府統計年鑑（平成19年） (PDF)
19. ↑  大阪府統計年鑑（平成20年） (PDF)
20. ↑  大阪府統計年鑑（平成21年） (PDF)
21. ↑  大阪府統計年鑑（平成22年） (PDF)
22. ↑  大阪府統計年鑑（平成23年） (PDF)
23. ↑  大阪府統計年鑑（平成24年） (PDF)
24. ↑  大阪府統計年鑑（平成25年） (PDF)
25. ↑  大阪府統計年鑑（平成26年） (PDF)
26. ↑  大阪府統計年鑑（平成27年） (PDF)
27. ↑  大阪府統計年鑑（平成28年） (PDF)
28. ↑  大阪府統計年鑑（平成29年） (PDF)
29. ↑  大阪府統計年鑑（平成30年） (PDF)
30. ↑  大阪府統計年鑑（令和元年） (PDF)
31. ↑  大阪府統計年鑑（令和2年） (PDF)
32. ↑  大阪府統計年鑑（令和3年） (PDF)
33. ↑  大阪府統計年鑑（令和4年） (PDF)
34. ↑  大阪府統計年鑑（令和5年） (PDF)
35. ↑  大阪府統計年鑑（令和6年） (PDF)